# Carreço
Carreço est une paroisse civile portugaise (en portugais : freguesia) de la municipalité de Viana do Castelo, dans le district de Viana do Castelo.
Lors du recensement de 2021, Carreço compte 1 737 habitants.